# Molophilus (Molophilus) sarotes
Molophilus (Molophilus) sarotes is een tweevleugelige uit de familie steltmuggen (Limoniidae). De soort komt voor in het Neotropisch gebied.